# Cedrus brevifolia
Il cedro di Cipro (Cedrus brevifolia Hook.f.) A.Henry) è un albero della famiglia delle Pinacee, endemico del massiccio del Troodos, sull'isola di Cipro. Alcuni Autori la considerano una sottospecie di Cedrus libani.
L'unica popolazione nota si trova nella parte sud occidentale di Cipro tra i 1400 e i 1700 m, dove dà luogo a formazioni boschive, talora insieme a Pinus halepensis o Quercus alnifolia.
Di crescita molto lenta non raggiunge dimensioni ragguardevoli.
Ha fusto molto regolare e aghi corti di colore verde glauco lunghi 8–20 mm. Lo strobilo ricorda quello di Cedrus atlantica, ma di dimensioni minori.
Resiste alla siccità ma, come il cedro del Libano, è sensibile alle gelate.